# Festival da Canção 1975
Das 12. Festival da Canção (portugiesisch XII Grande Prémio TV da Cançao 1975) fand am 7. März 1975 im Teatro Maria Matos in Lissabon statt. Es diente als portugiesischer Vorentscheid für den Eurovision Song Contest 1975.
Moderatoren der Sendung waren Maria Elisa und José Nuno Martins.
Als Sieger ging Duarte Mendes mit dem Titel Madrugada (portugiesisch für: Früher Morgen) hervor. Er besingt in dem Stück die Nelkenrevolution vom 25. April 1974, an der er als Mitglied der revolutionären Militärgruppe MFA teilgenommen hatte.
Beim Eurovision Song Contest in Stockholm erhielt er dann 16 Punkte und belegte am Ende den 16. Platz.

## Teilnehmer
| Startnr. | Interpret                   | Lied                       | Musik und Text                                  | Rang | Punkte |
| -------- | --------------------------- | -------------------------- | ----------------------------------------------- | ---- | ------ |
| 1        | Fernando Girão, Jorge Palma | Pecado (do) capital        | M/T: Pedro Osório, Jorge Palma                  | 7.   | 33     |
| 2        | Duarte Mendes               | Madrugada                  | M/T: José Luís Tinoco                           | 1.   | 61     |
| 3        | Paco Bandeira               | Batalha-povo               | M: Paco Bandeira, T: César de Oliveira          | 6.   | 41     |
| 4        | Paulo de Carvalho           | Com uma arma, com uma flor | M/T: José Niza                                  | 3.   | 53     |
| 5        | Carlos Cavalheiro           | A boca do lobo             | M/T: Sérgio Godinho                             | 2.   | 59     |
| 6        | Fernando Gaspar             | Leilão de lata             | M/T: Pedro Jordão                               | 10.  | 22     |
| 7        | Victor Leitão               | Canção acesa               | M/T: Rita Olivais                               | 9.   | 30     |
| 8        | Paulo de Carvalho           | Memória                    | M/T: Fernando Guerra                            | 4.   | 47     |
| 9        | José Mário Branco           | Alerta                     | M: José Mário Branco, T: Grupo de Ação Cultural | 5.   | 42     |
| 10       | Jorge Palma                 | Viagem                     | M: Nuno Nazareth Fernandes, T: Gisela Branco    | 8.   | 31     |